# Jin Aizong
Jin Aizong (mort le 9 février 1234) est le neuvième empereur de la dynastie Jin.

## Biographie
Fils de l'empereur Jin Xuanzong, il succède à son père en 1224. Son  règne est marqué par la guerre avec les Mongols. Assiégé dans sa capitale Kaifeng en 1232, il s'enfuit pour se réfugier à Caizhou, où il est rattrapé par les armées mongoles en 1234. Incapable de s'échapper, il choisit de se suicider.